# Abílio César Borges
Abílio César Borges (Rio de Contas, 9 settembre 1824 – 17 gennaio 1891) è stato un medico e educatore brasiliano.
Figlio di Miguel Borges de Carvalho e Mafalda Maria da Paixão, nasce nel villaggio di Macaúbas, allora parte della piccola città di Rio de Contas, a sud della Chapada Diamantina; lì compie i primi studi. Nel 1838 si trasferisce nella capitale di Bahia (Salvador), al fine di completare la propria formazione.
Nel 1841, dopo aver interrotto gli studi per motivi di salute, entra nella Facoltà di Medicina di Bahia, passando poi a Rio de Janeiro, dove si laurea nel 1847. Tornato a Bahia, si dedica all'insegnamento per quattro anni. Nel 1845 ha fondato, insieme ad altri, l'Istituto di letteratura di Bahia, una sorta di preludio alla Accademia di Lettere, ove si tengono serate e discussioni e dove i più significativi esponenti della letteratura di Bahia del tempo si riuniscono.
Fece molti viaggi in Europa, al fine di migliorare i suoi metodi di insegnamento e di applicarli al proprio lavoro.
Si sposa nel 1848 con Francisca Antonia Wanderley, d'altolocata famiglia, con la quale ha diversi figli.